# Wysokie Mazowieckie
Wysokie Mazowieckie  [vɨˈsɔkʲɛ mazɔˈvjɛt͡skʲɛ] (litauisch Mazovijos Vysokis; belarussisch Высокае Мазавецкае) ist eine Stadt und Sitz der gleichnamigen Stadtgemeinde sowie der eigenständigen Landgemeinde im Powiat Wysokomazowiecki der Woiwodschaft Podlachien, Polen.

## Gemeinde

### Wirtschaft
Größter Arbeitgeber der Stadt ist die Molkereigenossenschaft Mlekovita. Daneben gibt es kleinere Betriebe aus den Bereichen Bau und Straßenbau sowie Metall verarbeitende Betriebe.

### Stadtgemeinde
Die Stadt Wysokie Mazowieckie bildet eine eigenständige Stadtgemeinde (gmina miejska).

### Landgemeinde
Die Landgemeinde (gmina wiejska) Wysokie Mazowieckie, zu der die Stadt Wysokie Mazowieckie selbst nicht gehört, hat 5465 Einwohner (Stand 31. Dezember 2020) und eine Fläche von 166,48 km².

## Söhne und Töchter der Stadt
- Jacek Bogucki (* 1959), polnischer Politiker und seit 2005 Abgeordneter des Sejm
- Beata Gosiewska (* 1971), polnische Politikerin
- Jan Kucharzewski (1876–1952), polnischer Historiker, Rechtsanwalt, Politiker und Ministerpräsident
- Cezary Kulesza (* 1962), Fußballspieler und -funktionär
- Łukasz Załuska (* 1982), polnischer Fußballtorhüter

## Städtepartnerschaften
- Alpiarça, Portugal
- Maišiagala, Litauen